# Mormopterus phrudus
Espèce
Statut de conservation UICN

 VU  : Vulnérable
Mormopterus phrudus est une espèce de chauves-souris américaine de la famille des Molossidae.

## Description
Sa longueur de tête et de corps est de 50 mm, sa longueur de queue est de 29 mm, sa longueur d'avant-bras est de 34 mm. Sa fourrure est brun foncé. Ses oreilles sont minces, arrondies et non jointes comme chez certains autres molosses. Il a un petit tragus avec une pointe pointue et un antitragus discret. Ses lèvres sont légèrement ridées. Les mâles ont une glande sébacée.

## Répartition

Aire de répartition de Mormopterus phrudus

Cette chauve-souris est endémique du Pérou, où elle n'est connue que d'un seul endroit, sa localité type est Machu Picchu. Elle est considérée comme une espèce vulnérable par l'Union internationale pour la conservation de la nature (UICN) et une espèce en danger critique d'extinction par l'État péruvien ; elle vit dans une zone protégée.
Elle n'est connue qu'à partir d'une très petite zone d'occupation de 20 km2. On la recense à des altitudes relativement élevées, de 1 800 à 3 000 m d'altitude. Elle est présente dans la forêt subtropicale.
On sait peu de choses sur la biologie de la chauve-souris. Elle fut observée se percher dans des grottes à une altitude de 3 000 m. Il peut s'agir d'une espèce microendémique.

## Taxonomie
La chauve-souris est décrite comme une nouvelle espèce par le zoologiste américain Charles O. Handley (en). Bien que l'holotype fût collecté en 1915 par Edmund Heller, il n'est décrit scientifiquement qu'en 1956. Son nom d'espèce phrudus vient du grec ancien phroudos, signifiant « disparu ». Handley choisit ce nom « en faisant allusion à leur localité type, la" cité perdue" de Machu Picchu… ».
Avec Mormopterus kalinowskii, c'est l'une des deux seules espèces de Mormopterus dans le Nouveau Monde.